# Blaž Lenger
Blaž Lenger (Draganci (Podravske Sesvete), 6. prosinca 1919. − Draganci (Podravske Sesvete), 26. rujna 2006.), hrvatski glazbenik. Bio je poznati izvođač narodne glazbe iz sjeverne Hrvatske, posebice iz Podravine.

## Životopis
Rodio se je u Dragancima 1919. godine. Školovao se u obližnjim Podravskim Sesvetama. Od ranog se je djetinjstva usmjerio ka glazbi zahvaljući ocu i materi čija je ljubav prema glazbi mnogo utjecala na nj. Kad je odrastao, počeo je svirati s mjesnim glazbenim sastavom Vlašičkim. Prvo glazbalo koje je svirao bila je harmonika, a poslije je prešao na bajs, koji je mogao pratiti njegov snažni glas. Poslije se pridružio skupini Štefa Ivančana u Novom Virju, gdje je stekao dovoljno iskustva za osnovati svoj sastav. Nazvao ga je prema sebi, Lengeri. Svirali su na glazbenim festivalima, radiju i televiziji te snimali kazete i ploče. Prva skladba koju su snimili je "Podravino moja mila", uslijedili su "Potočić maleni", "Alaj je divan taj podravski kraj" i polka "Ruža, ruža".